# Manichei medievali
Numerose dottrine cristologiche tardo antiche e medioevali sono comunemente indicate come  Manichee.
Tale elenco include i Priscilliani (IV secolo - Spagna), i Pauliciani ed i Tondrachiani (Siria e Armenia e poi Tracia dall'VII al XII secolo) , i Bogomili (secondo la Chiesa Greca) e Patereni (secondo la Chiesa Latina) dei Balcani (dal X al XVI secolo) ed infine Pubblicani (distorsione di Pauliciani), Patari e Catari in Germania, Francia e  Italia centro settentrionale.
Il termine Manicheo viene utilizzato, in questo caso,  da teologi e inquisitori  semplicemente come sinonimo di Dualista e non come resurrezione della religione Manichea 

## Dualisti o Manichei
La derivazione dai Manichei delle cristologie dualistiche medioevali è dichiarata da quasi  tutti gli  autori siano essi cattolici e ortodossi ma non quelli armeni ed è sostenuta ad esempio  dall'Enciclopedia Cattolica.
La carenza di verifiche storiche porta a ritenere che la parola Manicheo sia utilizzata dai teologi medioevali, e a volte, da studiosi contemporanei, semplicemente come sinonimo di dualista per ogni opinione religiosa che preveda una qualche forma di dualismo.
La definizione non ha comunque nulla a che fare con la religione predicata da Mani, ben distinta dalla religione Cristiana, e di cui in Occidente si sono perse le tracce piuttosto presto.
Oltre alle argomentazioni di Manselli e Runciman, cito l'Inquisitore Bernardo Gui  che afferma decisamente che gli Albigesi erano una eresia cristiana.
Una possibile motivazione per l'accusa di manicheismo può essere stata anche di natura legale: i Manichei erano stati condannati infatti sin dai tempi di Diocleziano  (Alessandria, 31 marzo 296) e  la legislazione contro di loro è riproposta varie volte da Teodosio I, fino a Giustiniano e poi ripresa da vari Papi. La legislazione prevedeva per gli eretici impenitenti o relapsi (cioè ricaduti nell'errore) pene fino alla condanna al rogo ed il sequestro dei beni.
La natura legale dell'accusa è confermata dall'accusa di essere Messaliani  rivolta ai Bogomili nella Alesside di Anna Commena: la dottrina bogomila ben poco ha a che fare con quella messaliana, ma per i Messaliani era prevista una esplicita condanna per eresia dal concilio di Efeso.
A differenza della religione manichea che prevede un suo insieme di Scritti Sacri, le dottrine dualiste medievali hanno come unico testo sacro il Nuovo Testamento con particolare enfasi per gli scritti di Paolo e Luca, a volte, l'esclusione delle lettere di Pietro e dell'Apocalisse di Giovanni. Il Vecchio Testamento e la tradizione ebraica vengono rifiutati ed in particolare la Genesi è vista come opera di Jahvè/Demiurgo/Satana. I libri dei Salmi e dei Profeti e alcuni testi apocrifi sono considerati solo come buone letture e pertanto queste dottrine sembrano ricollegarsi, in qualche modo, alla dottrina di Marcione.
Le considerazioni di S.N.C Lieu  sull'influenza di Marcione su Mani rendono le due tesi meno distanti.
Anche se il dualismo è il principale capo di accusa degli inquisitori ortodossi e cattolici varie fonti non citano il dualismo: ad esempio tutte le fonti armene (Giovanni di Odzun, Gregorio di Narek), Pietro Siculo (Historia Manichaeorum seu Paulicianorum scrive esplicitamente che ripudiano gli scritti di Mani), Ugo Eteriano (Contra Paterenos) e il Cataro Giovanni di Lugio (1240 - Liber de duobus principiis). Ciò può essere dovuto alla prudenza degli eretici nel diffondere le tesi potenzialmente più pericolose (come ad esempio oltre al dualismo anche la trasmigrazione delle anime), ma l'enfasi degli inquisitori sul dualismo (manicheismo) può essere invece dovuto al preciso legame esistente con la legislazione imperiale che la Chiesa Cattolica ha conservato con cura.